# Liste der Baggermodelle von Nobas
Diese Liste der Baggermodelle von NOBAS beinhaltet alle Baggermodelle, die ab 1953 vom VEB Maschinenbau Nordhausen bzw. ab 1956 VEB Schwermaschinenbau NOBAS Nordhausen (kurz NOBAS) und dem privatisierten Nachfolgebetrieb NOBAS GmbH bzw. ab 1995 HBM-NOBAS GmbH im thüringischen Nordhausen bis 2007 gefertigt wurden.
Die Abkürzung „UB“ steht dabei für „Universalbagger“ und die zwei- und dreistellige Zahl bezieht sich auf das Baggerlöffelvolumen (also beispielsweise hat der UB 75 ein Baggerlöffelvolumen von 0,75 m³). Die später verwendeten vierstelligen Baureihenbezeichnungen dagegen haben keinen Bezug mehr zum Baggerlöffelvolumen. Nach der Wende erhielten die neuen Baggermodelle zweistellige Nummern, die sich am jeweiligen Dienstgewicht orientieren.

## Modellübersicht

### Seilbagger
| Typ       | Bauzeit   | Dienstgewicht | Leistung | Bemerkung               | Belege      | Bild |
| --------- | --------- | ------------- | -------- | ----------------------- | ----------- | ---- |
| UB 35 S   | 1994–2007 | 35 t          | 190 PS   |                         | [ 1 ]       |      |
| UB 60     | 1954–1956 | 13 t          | 60 PS    |                         | [ 2 ]       |      |
| UB 60 S   | 1994–2007 | 68 t          | 287 PS   |                         | [ 1 ]       |      |
| UB 75     | 1953–     |               | 60 PS    |                         | [ 3 ]       |      |
| UB 80     | 1959–     | 30 t          | 102 PS   |                         | [ 3 ] [ 2 ] |      |
| UB 83     | 1959–     | 30 t          | 102 PS   |                         | [ 2 ]       |      |
| UB 160    | 1953–1957 |               |          |                         | [ 3 ]       |      |
| UB 161    | 1957–     | 45 t          | 90 PS    |                         | [ 2 ]       |      |
| UB 1010   | 1969–     |               | 120 PS   |                         | [ 2 ]       |      |
| UB 1013   | 1969–     |               | 120 PS   |                         | [ 2 ]       |      |
| UB 1210   | 1968–1980 |               | 140 PS   |                         | [ 3 ] [ 2 ] |      |
| UB 1211   | 1968–1980 |               | 140 PS   |                         | [ 3 ] [ 2 ] |      |
| UB 1212   | 1968–1980 | 30 t          | 140      |                         | [ 3 ] [ 2 ] |      |
| UB 1213   | 1968–1980 |               | 140 PS   |                         | [ 3 ] [ 2 ] |      |
| UB 1214   | 1968–1980 |               | 140 PS   |                         | [ 3 ] [ 2 ] |      |
| UB 1232   | 1976–     |               | 155 PS   |                         | [ 2 ]       |      |
| UB 1252   | 1976–1983 |               | 155 PS   |                         | [ 2 ]       |      |
| UB 1252-1 | 1983–     |               | 155 PS   |                         | [ 2 ]       |      |
| UB 1256   | 1979–1984 |               |          | Kranversion des UB 1252 | [ 2 ]       |      |

### Hydraulikbagger
| Typ                  | Bauzeit   | Dienstgewicht | Leistung | Bemerkung                                                               | Beleg             | Bild |
| -------------------- | --------- | ------------- | -------- | ----------------------------------------------------------------------- | ----------------- | ---- |
| UB 12 M              | 1995–2007 | 12 t          | 87 PS    |                                                                         | [ 4 ]             |      |
| UB 14 M              | 1995–2007 | 14 t          | 100 PS   |                                                                         | [ 4 ]             |      |
| UB 16 M              | 1995–2007 | 16 t          | 146 PS   | Auch als Variante „speedy“ mit höherer Geschwindigkeit.                 | [ 4 ]             |      |
| UB 17 LC             | 1997–2007 | 17 t          | 100 PS   |                                                                         | [ 4 ]             |      |
| UB 20                | 1958      | 8,4 t         | 30 PS    |                                                                         | [ 3 ] [ 5 ]       |      |
| UB 21                | 1958      |               | 56 PS    | Ähnlich UB 20, jedoch wasserdichter Unterwagen und größere Raupenketten | [ 3 ] [ 6 ]       |      |
| UB 30 LC             | 1995–2007 | 31 t          | 229 PS   |                                                                         | [ 4 ]             |      |
| UB 30 M              | 2000–2007 | 31 t          | 229 PS   |                                                                         | [ 4 ]             |      |
| UB 30 LCV            | 1995–2000 | 38 t          | 229 PS   |                                                                         | [ 4 ]             |      |
| UB 30 LCV demolition | 1995–2000 | 38 t          | 229 PS   | Speziell für Abbrucharbeiten ausgerüsteter Raupenbagger                 | [ 4 ]             |      |
| UB 30 LCV MP         |           | 39 t          | 229 PS   | Speziell für Abbrucharbeiten ausgerüsteter Raupenbagger                 | [ 4 ]             |      |
| UB 60 LCV            | 2001–2007 | 70 t          | 408 PS   |                                                                         | [ 4 ]             |      |
| UB 631               | 1970–1981 | 11 t          | 56 PS    |                                                                         | [ 7 ] [ 3 ] [ 5 ] |      |
| UB 632               | 1981–1991 |               | 56 PS    |                                                                         | [ 7 ] [ 5 ]       |      |
| UB 641               | 1970      | 10 t          | 56 PS    |                                                                         | [ 7 ]             |      |
| UB 642               | 1991–1995 | 12 t          | 65 PS    |                                                                         |                   |      |
| UB 1231              | 1970–1971 | 26 t          | 124 PS   | Nur drei Prototypen gebaut                                              | [ 5 ]             |      |
| UB 1232              | 1975–1984 | 30 t          |          |                                                                         | [ 5 ]             |      |
| UB 1233              | 1984–1991 |               | 155 PS   |                                                                         | [ 5 ]             |      |
| UB 1233-1            | 1984–1991 |               | 155 PS   | Modifizierte Kälteversion, überwiegend Export in die UdSSR              | [ 5 ]             |      |